# Plejaderne
Plejaderne kaldet De syv søstre var i den græske mytologi nymfer og var døtre af Atlas og okeaniden Pleione.
Deres navne var
- Alkyone
- Asterope
- Elektra
- Kelaino
- Maia
- Merope
- Taygeto